# Germán Antonioli
Germán Antonioli, noto in Italia come Germano (Montevideo, 23 aprile 1910 – ...), è stato un calciatore uruguaiano, di ruolo centrocampista.

## Carriera
Ha giocato in Serie A con la maglia della Fiorentina dal 1932 al 1933.